# Lijst van voormalige spoorwegstations in Drenthe
Dit artikel geeft een overzicht van voormalige spoorwegstations in Drenthe. 

## Arnhem - Leeuwarden
- Nijeveen (1873)

## Meppel - Groningen
- Echten (1914)
- Hooghalen (1882)
- Koekange (1870)
- Oranjekanaal (1923)

- Oudemolen (1915)
- Ruinerwold (1911)
- Vries-Zuidlaren (Tynaarlo) (1870)
- Wijster (1905)

## Zwolle - Stadskanaal
- Emmen Bargeres (1975-2011)

## Noordoosterlocaalspoorweg-Maatschappij (NOLS)

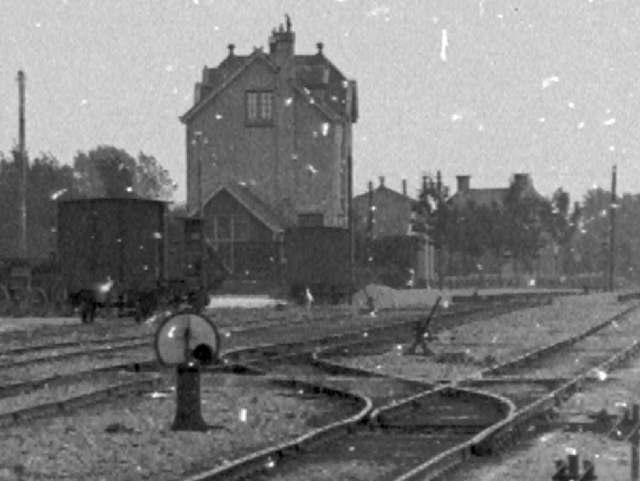
Station Gieten (NOLS) omstreeks 1915

- Anderen (1905)
- Dalerveen (1904)
- Zuidbarge (1904)
- Weerdinge (1904)
- Valthe (1904)
- Exloo (1904)
- Buinen (1904)

- Drouwen (1904)
- Gasselte (1904)
- Gasselternijveen (1903)
- Gieten (1903)
- Eext (1924)
- Rolde (1903)
- Tweede Dwarsdiep (1907)

## Groningsch-Drentsche Spoorweg-Maatschappij (STAR)
- Zandberg (1922)